# Guitera-les-Bains
 Guitera-les-Bains  là một xã của tỉnh Corse-du-Sud, thuộc vùng Corse, trên đảo Corse ở Pháp.